# كأس إل جي الدولية 2011 (المغرب)
كأس إل جي الدولية 2006 وهي النسخة الواحد والعشرون من بطولة كرة القدم الدولية الودية كأس إل جي الدولية، لعبت في مراكش، المغرب في الفترة ما بين 11 و13 نوفمبر 2011. شاركة في البطولة أربع منتخبات أفريقية هي المغرب والسودان والكاميرون وأوغندا.

## نظام المسابقة
سيحصل الفائز في المباراة خلال الوقت الأصلي على 3 نقاط، بينما سيحصل الفائز عبر ضربات الترجيح على 2 نقطتين والخاسر على 1 نقطة.

## الحوافز المالية للدورة
- المنتخب الفائز سيحصل على 60 ألف دولار
- المنتخب الوصيف سيحصل على 30 ألف دولار
- صاحب المركز الثالث سيحصل على 20 ألف دولار
- صاحب المركز الأخير سيحصل على 10 الآف دولار

## الترتيب النهائي
| الفريق    | مباريات | فوز | تعادل | خسارة | له | عليه | الفارق | النقاط |
| --------- | ------- | --- | ----- | ----- | -- | ---- | ------ | ------ |
| الكاميرون | 2       | 1   | 1     | 0     | 4  | 2    | 2      | 4      |
| أوغندا    | 2       | 1   | 1     | 0     | 1  | 0    | 1      | 4      |
| المغرب    | 2       | 0   | 1     | 1     | 1  | 2    | –1     | 1      |
| السودان   | 2       | 0   | 1     | 1     | 1  | 3    | –2     | 1      |

## المباريات
- تجنب المنتخب المغربي مواجهة المنتخب السوداني نظراً إلى كونيهما متأهلين إلى نهائيات كأس الأمم الإفريقية لكرة القدم 2012

وإمكانية مواجهة بعضهم في الكأس (حسب الفيفا يمنع لمنتخبين إجراء لقاء ودي إذا كانا سيتواجهان في مقابلة رسمية).
| السودان       | 3 - 1 | الكاميرون                                       |
| ------------- | ----- | ----------------------------------------------- |
| محمد طاهر 74' |       | أيكونغ 31' · بينوت أنغبوا 35' · صامويل إيتو 82' |

| أوغندا      | 0 - 1 | المغرب |
| ----------- | ----- | ------ |
| سيرماكا 47' |       |        |

| أوغندا | 0 - 0 | السودان                           |
| ------ | ----- | --------------------------------- |
|        |       | - فوز أوغندا بضربات الترجيح 3 - 2 |

| الكاميرون       | 1 - 1 | المغرب                                                  |
| --------------- | ----- | ------------------------------------------------------- |
| صامويل إيتو 73' |       | نورالدين أمرابط 91' - فوز الكامرون بضربات الترجيح 4 - 2 |